# السيدة دالنوي
ماري-كاثرين لو جوميل دي بارنيفيل، بارونة أولنوا (1650/1651 - 14 يناير 1705)، المعروفة أيضًا بلقب كونتيسة أولنوا، كانت كاتبة فرنسية مشهورة بقصصها الأدبية الخرافية. مجموعتها "حكايات الجنيات" التي نشرتها عام 1697، كانت أول من استخدم مصطلح "حكايات الجنيات" واحتوت على أول قصة تظهر فيها شخصية "الأمير الوسيم" أو الأمير تشارمانت. تُعتبر جزءًا من مجموعة الكاتبات الفرنسيات المعروفات باسم "الكونتوز".

## سيرة
وُلدت د'أولنوا في بارنيفيل-لا-بيرتران في نورماندي، وكانت من أسرة نبيلة تُدعى لو جوميل دي بارنيفيل. وكانت ابنة أخت ماري برونو دي لوج، صديقة فرانسوا دي ماليرب وجان-لويس غويز دي بالزاك. في عام 1666، في سن الخامسة عشر، تزوجت منفرنسوا دي ماليرب، بارون د'أولنوا، الذي كان يكبرها بثلاثين عامًا وكان يعمل في منزل دوق فيندوم. كان البارون من أنصار الفكر الحر ومعروفًا بالقمار. في عام 1669، وُجِّهت إلى البارون تهمة الخيانة (التحدث ضد الضرائب التي فرضها الملك) من قبل رجلين ربما كانا من عُشاق السيدة د'أولنوا (التي كانت تبلغ من العمر تسعة عشر عامًا) وأمها، التي كانت بعد زواجها الثاني ماركيزة دي غاداني. إذا تم العثور على البارون مذنبًا، كانت العقوبة المحتملة هي الإعدام. قضى البارون ثلاث سنوات في الباستيل قبل أن يتمكن من إقناع المحكمة ببراءته. تم تنفيذ الإعدام في الرجلين المتورطين في الاتهام بدلاً منه. تم تسجيل الاتهامات والاتهامات المضادة في أرشيفات الباستيل. هربت ماركيزة دي غاداني إلى إنجلترا، وعلى الرغم من صدور مذكرة توقيف ضد السيدة د'أولنوا، فقد هربت من رجال الشرطة عبر نافذة واختبأت في كنيسة.
ممكن أنها عملت بعد ذلك كجاسوسة لفرنسا (وربما قضت بعض الوقت في هولندا وإسبانيا وإنجلترا) قبل أن تعود إلى العاصمة الفرنية باريس في عام 1685 (ربما كسداد للتجسس).  بقيت الماركيزة دي جاداني في مدريد بفضل معاش تقاعدي من الملك الإسباني. استضافت السيدة دالنوي اجتماعات الصالون في منزلها بشارع سانت بينوا والتي كان يرتادها كبار الأرستقراطيين والأمراء، بما في ذلك صديقتها المقربة، سانت إيفرموند .
في عام 1699، تم إعدام أنجيليك تيكيه، صديقة السيدة د'أولنوا، نتيجة لتورط خادمتها في حادثة مع زوجها الذي كان يسيء معاملتها، وكان أيضًا في زواج مرتب. الخادمة، التي كانت قد تصرفت دفاعًا عن سيدتها، تم إدانتها بعد أن أطلقت النار وأصابت زوج أنجيليك. على الرغم من وجود اتهامات محتملة ضدها، تمكنت السيدة د'أولنوا من تجنب أي عواقب قانونية. نتيجة لهذه الأحداث، اختارت الابتعاد عن الحياة الاجتماعية في باريس لمدة عشرين عامًا.
نشرت د'أولنوا اثني عشر كتابًا، شملت ثلاث مذكرات شبه شخصية، ومجموعتين من حكايات الجنيات، وثلاث روايات تاريخية. كما ساهمت في أنطولوجيا Recueil des plus belles pièces des poètes français عام 1692 وكتبت سلسلة من المذكرات التي تدّعي أنها مستمدة من رحلاتها في بلاط مدريد ولندن. رغم أن بعض الأفكار قد تكون مسروقة أو مختلقة، إلا أن هذه القصص أصبحت في وقت لاحق من أشهر أعمالها. اكتسبت شهرة كموثقة للتاريخ وقاصة حكايات من خارج فرنسا، وانتُخبت عضوًا في أكاديمية بادوان Accademia dei Ricovrati حيث أُطلق عليها اسم إلهة التاريخ "كليو". في تلك الحقبة، كان مصطلح "التاريخ" يُستخدم بمعنى أوسع مما هو عليه الآن، وكان يشمل أعمالها الخيالية. وبعد 150 عامًا، أدى التحول في فهم المصطلح إلى تصنيف أعمالها على أنها "مُزوّرة". ومع ذلك، في فرنسا وإنجلترا في عصرها، كانت أعمالها تُعتبر بمثابة ترفيه، وهو ما كان يعكسه النقد الأدبي في ذلك الوقت. كانت محاولاتها الجادة لتوثيق التاريخ، مثل سرد الحروب الهولندية في عهد لويس الرابع عشر، أقل نجاحًا. الأموال التي حصلت عليها من كتاباتها ساعدت في تربية بناتها الثلاث، واللواتي لم يكن جميعهن قد وُلدن خلال فترة زواجها من البارون د'أولنوا.
كانت أشهر أعمالها هي حكايات الجنيات وقصص المغامرات التي وردت في Les Contes des Fées (حكايات الجنيات) وContes Nouveaux, ou Les Fées à la Mode (حكايات جديدة، أو الجنيات على الموضة). على عكس الحكايات الشعبية للأخوين غريم، الذين وُلِدا بعد د'أولنوا بحوالي 135 عامًا، كانت د'أولنوا تروي قصصها بأسلوب أكثر حوارية، كما لو كانت تُقال في صالونات الأدب. كثير من كتاباتها خلقت عوالم مليئة بالعروس والعريس من الحيوانات، حيث كان الحب والسعادة يأتيان للبطلات بعد تجاوزهن لعقبات كبيرة. كانت هذه القصص بعيدة عن أن تكون مناسبة للأطفال، وقد كانت العديد من التكيفات الإنجليزية تختلف بشكل كبير عن النسخ الأصلية. في إنجلترا، كانت معروفة باسم "مدام بانش" وهو اسم مستعار استخدمته.. 
ياقترح الباحثان جاك زيبس وديفيد بلاميرس أنه نظرًا لكثرة أوجه التشابه بين أعمال السيدة د'أولنوا والأعمال الفولكلورية المعروفة، فإنه من المحتمل أنها كانت على دراية بالتقاليد الشفوية أو قد قامت بإعادة صياغتها أدبيًا خلال حياتها.   بالإضافة إلى ذلك، ذكر جاك بارشيلون أن أعمال داولنوي يمكن تصنيفها ضمن بعض أنواع الحكايات الشعبية في المؤشر الدولي لتصنيف الحكايات الشعبية ، مثل نوعي حكاية "العروس الحيوان" و" الحيوان العريس ".

## مشكلة
كان لدى السيدة دالنوي ستة أطفال، اثنان منهم ولدا بعد انفصالها عن زوجها، على الرغم من أنهم كانوا يحملون اسمه:
- ماري أنجيليك (26 يناير 1667، توفيت في سن مبكرة، ربما قبل نوفمبر 1669 )
- دومينيك سيزار، ابنها الوحيد (23 نوفمبر 1667، توفي شابًا)
- ماري آن، سيدة بارنفيل (27 أكتوبر 1668 - قبل 1726 )؛ تزوجت في 29 نوفمبر 1685 من كلود دينيس دي هيير (1658 - قبل يونيو 1711 [9] )، وهو نبيل من بيري، والذي أصبح سيد بارنفيل، وأنجب:
  - جاك دينيس أوغسطين دي هيير (1698–؟)؛ تزوج في 2 نوفمبر 1734 من جينيفيف فرانسواز دي لا فوش. لا مشكلة.
  - مارغريت دي هير، سيدة دي فودوي.
  - دينيس لوكريس دي هيير (؟ – بعد 1772).
  - مارغريت فرانسواز دي هيير؛ تزوجت من جاك فرانسوا تارديو، "كونت" ماليسي.
  - ماري آن دي هير (6 أغسطس 1701 – 3 يناير 1737)؛ تزوجت في 24 سبتمبر 1735 من جان بيير دي فونتانجيس، وأنجبت منه ابنًا:
    - فرانسوا ألكسندر دي فونتانج (28 ديسمبر 1736 – 1754).
- جوديث هنرييت (14 نوفمبر 1669 - بعد 1711)؛ تزوجت في 4 سبتمبر 1704 في مدريد من جوليو أورازيو بوتشي، ماركيز بارجينتي الثاني (بارسينتو، في إيطاليا)، وأنجبت طفلين على الأقل:
  - أنطونيو بوتشي
  - لويزا ماريا بوتشي؛ كانت الزوجة الأولى لفرانشيسكو جويتشيارديني.
- تيريز إيمي (13 أكتوبر 1676 - بعد 1726 [10] ) ؛ تزوجت من Edmé des Préaux d'Antigny وأنجبت منه ابنة:
  - إدمي أنجيليك دي بريوكس دانتيني (ولدت في 18 نوفمبر 1704 - تاريخ الوفاة غير معروف)؛ كانت متزوجة من بيير جوزيف فيرمال ولكن الزواج ألغي.
- فرانسواز أنجيليك ماكسيم (حوالي 1677 - 17 نوفمبر 1727)؛ لم تتزوج قط ولم يكن لها أبناء.

## أعمال
- مشاعر نفس تائبة (''Sentiments d'une Ame penitente'')
- عودة النفس إلى الله (''Le Retour d'une Ame à Dieu'')
- تاريخ هيبوليت، كونت دوغلاس (''Histoire d'Hippolyte, comte de Duglas'') (1690)
- تاريخ جان دي بوردو، أمير كارنسي (''Histoire de Jean de Bourbon, Prince de Carency'') (1692)
- كونت وارويك (''Le Comte de Warwick'')
- محكمة إسبانيا الحالية، أو الفروسية الحديثة للنبلاء الإسبان كما تظهر في عدة حكايات وخمسة وسبعين رسالة من تيريزا العاشقة إلى حبيبها ماركيز مانسيرا (1693) (''Memoire de la cour d'Espagne'') (1690)
- ذكريات محكمة إسبانيا، تقرير الرحلة إلى إسبانيا (''Memoires de la cour d'Espagne, Relation du voyage d'Espagne'') (1690 أو 1691)
- ذكريات محكمة إنجلترا (''Mémoires de la cour d'Angleterre'') (1695)
- من حكايات الجنيات (''Les Contes des Fées'') (1697) غراسيوزا و بيرسينيه (''Gracieuse et Percinet'') قصة جولدي لوكس الجميلة أو الجمال ذو الشعر الذهبي (''La Belle aux cheveux d'or'') الطائر الأزرق (''L'Oiseau bleu'') الأمير الشقي (''Le Prince Lutin'') الأميرة مايبلوسوم (''La Princesse Printanière'') الأميرة روزيت (''La Princesse Rosette'') الفرع الذهبي (''Le Rameau d'Or'') النحلة وشجرة البرتقال (''L'Orangier et l'Abeille'') الفأر الجيد الصغير (''La bonne petite souris'') الخروف أو الغنم العجيب (''Le Mouton'') فينيت سندرون (''Finette Cendron'') المحظوظة أو فيليشا ووعاء القرنفل (''Fortunée'') بابيول (''Babiole'') القزم الأصفر (''Le Nain jaune'') الثعبان الأخضر (''Serpentin vert'')
- من حكايات جديدة، أو الجنيات على الموضة (''Contes Nouveaux ou Les Fées à la Mode'') (1698) الأميرة كاربيلون (''Princesse Carpillon'') الضفدع الخيّر أو الضفدع وجنية الأسد (''La Grenouille bienfaisante'') الغزالة في الغابة أو الوعل الأبيض (''La Biche au bois'') القطة البيضاء (''La Chatte Blanche'') بيل-بيل أو الفارس المحظوظ (''Belle-Belle ou Le Chevalier Fortuné'') الحمامة واليمامة (''Le Pigeon et la Colombe'') الأميرة بيل-إتويل (''La Princesse Belle-Étoile'') الأمير ماركاسين (''Le Prince Marcassin'') الدلفين (''Le Dauphin'')

## ملحوظات
1. ↑   https://anecdota.princeton.edu/archives/995. {{استشهاد ويب}}: |url= بحاجة لعنوان (مساعدة) والوسيط |title= غير موجود أو فارغ (من ويكي بيانات) (مساعدة)
2. ↑  Encyclopædia Britannica | Marie Catherine Le Jumel de Barneville Countess dAulnoy (بالإنجليزية), QID:Q5375741
3. 1 2  Charles Dudley Warner, ed. (1897), Library of the World's Best Literature (بالإنجليزية), QID:Q19098835
4. ↑  Commire، Anne (8 أكتوبر 1999). Women in World History. Gale. ص. 626. ISBN:978-0-7876-4061-3. مؤرشف من الأصل في 2023-03-26.
5. 1 2  Warner 1995، صفحات 284–5.
6. ↑  Verdier، Gabrielle (ديسمبر 1996). "Comment l'auteur des «Fées à la mode» devint «Mother Bunch»: Métamorphoses de Comtesse d'Aulnoy en Angleterre" ("How the Author of 'Fairies à la mode' became 'Mother Bunch': Metamorphoses of Countess d'Aulnoy in England". Merveilles & Contes (Wonders & Tales). Wayne State University Press. ج. 10 ع. 2: 285–309. JSTOR:41390464. مؤرشف من الأصل في 2024-10-08. اطلع عليه بتاريخ 2020-06-30.
7. ↑  Zipes, Jack (ed.). The Oxford Companion to Fairy Tales. Oxford University Press. 2015. p. 33. (ردمك 978-0-19-968982-8).
8. ↑  Blamires, David. "4. From Madame d'Aulnoy to Mother Bunch: popularity and the fairy tale". In: Julia Briggs, Dennis Butts (eds.). Popular Children’s Literature in Britain. Routledge, 2008. (ردمك 9781138276710).